# Пиян баща убиец на децата си
„Пиян баща убиец на децата си“ е повест от Илия Блъсков, издадена през 1879 година. Подзаглавието на повестта е „повест чисто българска из народния ни живот, разделена в три книги“. Илия Блъсков започва повестта преди Освобождението и работи върху нея седем години. Повестта обхваща периода от 1826 до 1876 г. и описва нравствената и материална разруха на едно семейство поради пиянството на бащата.